# ウズベキスタン国立応用美術館

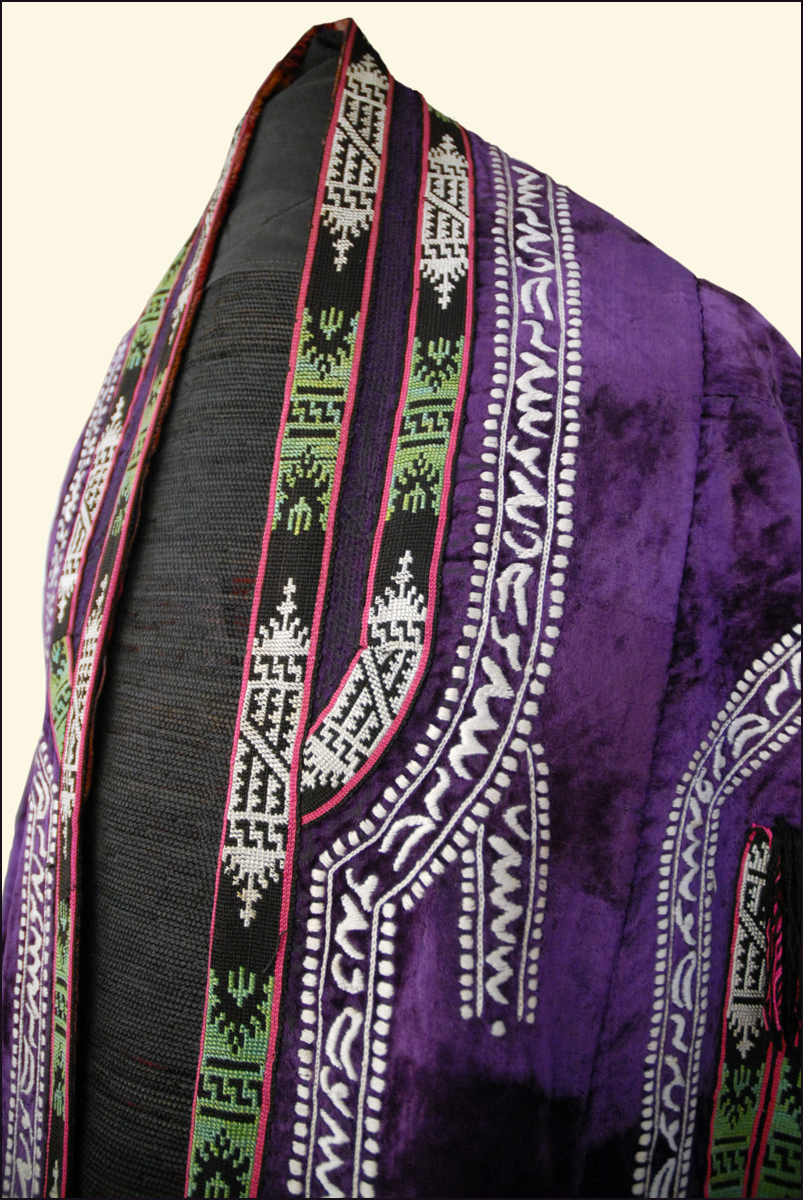
ウズベキスタン応用美術館に展示されている、20世紀初頭の伝統衣装

ウズベキスタン国立応用美術館 (ウズベキスタンこくりつおうようびじゅつかん、英語: State museum of applied arts of Uzbekistan、ウズベク語: Amaliy sana't muzeyi、ロシア語: Государственный музей прикладного искусства Узбекистана) はウズベキスタンのタシュケントにある美術館である。旧称からウズベキスタン工芸美術館とも呼ばれる。

## 概要
1927年にタシュケントにおいてウズベク・ソビエト社会主義共和国国内の芸術家が集まり展覧会が開催された。以降、この展覧会は定期的に開催されるようになり、「ウズベキスタン国立展覧会」として開催されるようになった。その後、展覧会で展示される対象は手作りの刺繍工芸、木彫りの彫刻、絨毯、宝石など応用美術の様々な分野へと拡大されていった。この展覧会で展示された美術品を集め、ウズベキスタン工芸美術館が1937年7月に設立された。1960年、ウズベキスタン工芸美術館はウズベキスタン応用美術常設展示館へと改名された。1997年、美術館はウズベキスタン共和国文化省の管轄下に入り、ウズベキスタン国立応用美術館へと改名された。
館内では、ドゥッピ (Do'ppi) などの伝統衣装の帽子、ネックレスや髪飾りなどの貴金属製品などが展示されている。館内は伝統工芸を展示している区画、20世紀に制作された絨毯や帽子などの伝統衣装を展示している区画、現代美術との融合により新たな創作を行なっている作品群のある区画の3つの区画に分かれている。館内スペースの関係から7,000点以上の美術品を展示することはできないものの、職人の製作のもと収集品は増加している。

## 開館時間
開館時間は午前9時から午後6時まで (受付は午後5時まで)、休館日はない。